# USS Doyen (APA-1)
USS Doyen (APA-1) – amerykański transportowiec desantowy (ang. attack transport) typu Doyen. Służył w US Navy w czasie II wojny światowej. Otrzymał sześć battle star.
„Doyen” został zwodowany 9 lipca 1942 roku jako transportowiec AP-2 w stoczni Consolidated Steel Corporation w Los Angeles na podstawie kontraktu Maritime Commission (MC hull 181), typ P1-S2-L2. Matką chrzestną była wnuczka patrona okrętu, generała marines Doyena. Przeklasyfikowany 1 lutego 1943 roku na APA-1. Nabyty przez US Navy 20 kwietnia 1943 roku. Przebudowany w Bethlehem Steel w San Pedro (Kalifornia). Wszedł do służby 22 maja 1943 roku.
Uczestniczył w desancie na Kiska, inwazji na Tarawę, operacjach na atolach Kwajalein i Majuro, desancie na Saipan i Guam, lądowaniu w Leyte i Zatoce Lingayen oraz desancie na Iwo Jimę.
Wycofany ze służby 22 marca 1946 roku. Skreślony z listy jednostek floty 12 kwietnia 1946 roku. Przekazany 26 czerwca 1946 roku Maritime Commission i w celu odstawienia do National Defense Reserve Fleet, Hudson Rivier Group. Wypożyczony 15 maja 1957 roku do Massachusetts Maritime Academy. Fizycznie dostarczony 24 października 1957 roku. Przemianowany na TS „Bay State” w grudniu 1957 roku. Wypożyczony do Maritime Administration 28 lutego 1959 roku w celu zdobycia części. Powrócił do Massachusetts Maritime Academy 9 marca 1959 roku. Zwrócony do Maritime Administration 23 stycznia 1973 roku. Sprzedany 23 stycznia 1973 roku w celu przebudowy na barkę i dostarczony Union Minerals & Alloys Corp. 12 lutego 1974 roku.